# 104 Oddział Pograniczny NKWD
104 Oddział Pograniczny NKWD – oddział pograniczny w składzie 64 Zbiorczej Dywizji Wojsk Wewnętrznych Ludowego Komisariatu Spraw Wewnętrznych ZSRR.
Działał na terenie ziemi rzeszowskiej a jego zadaniem była walka z oddziałami Armii Krajowej i innych polskich organizacji niepodległościowych.